# Awashiops gudita
Awashiops gudita är en tvåvingeart som beskrevs av Andy Z. Lehrer 2007. Awashiops gudita ingår i släktet Awashiops och familjen köttflugor.
Artens utbredningsområde är Etiopien. Inga underarter finns listade i Catalogue of Life.